# 西川和眞
西川 和眞(にしかわ かずま、1996年2月14日 - ）は、日本のラグビーユニオン選手。

## 略歴
2014年、天理高校卒業後、天理大学に入学。
2017年、天理大学ラグビー部のFWリーダーに就任。
2018年、天理大学卒業後、NTTドコモレッドハリケーンズ(現・NTTドコモレッドハリケーンズ大阪)に加入。同年9月9日にジャパンラグビートップチャレンジリーグ1stステージ第1節栗田工業ウォーターガッシュ戦に途中出場で公式戦初出場を果たす。
2022年7月、NTT再編に伴う新チーム浦安D-Rocks選手スコッドに選ばれた。
2024-25シーズン限りで、浦安D-Rocksを退団し引退。